# Nectar (Marte)
Nectar  è una caratteristica di albedo della superficie di Marte.